# セシル・ギャント
セシル・ギャント（Cecil Gant、1913年4月4日 - 1951年2月4日）は、アメリカ合衆国のブルース歌手、ピアニスト。

## 経歴
ギャントは、テネシー州コロンビアに生まれ、1930年代半ばから、第二次世界大戦の始めに陸軍に入隊するまで、当地でミュージシャンとして働いていた。カリフォルニア州ロサンゼルスで戦時国債 (War Bond) の宣伝のための演奏に関わった後、ギルト・エッジ (Gilt Edge) というレコードレーベルと契約した。ギャントが録音した「アイ・ワンダー (I Wonder)」（1944年）は「セシル・ギャント二等兵 (Pvt. Cecil Gant)」名義でリリースされた。
「I Wonder」はよく売れ、『ビルボード』誌のハーレム・ヒット・パレード（Harlem Hit Parade：後のR&Bチャート）で首位に立った。ギャントは「The G.I. Sing-sation（G.I.のシング＝セーション［歌うセンセーション］）」名義でツアーした。ギャントはキング・レコード (King Records)（1947年）、ブレット・レコード (Bullet Records)（1948年 – 1949年）、ダウンビート/スウィングタイム (Downbeat/Swingtime)（1949年）、インペリアル・レコード（1950年）にも録音を残した。

## 死
ギャントは1951年にナッシュビルで肺炎のために37歳で死去した。情報源によっては死因を心臓発作あるいは急性アルコール中毒としているものもある。亡骸はオハイオ州クリーブランドのハイランド・パーク墓地 (Highland Park Cemetery) に埋葬された。

## コンピレーション・アルバム
- Best of 1944-1948 (Allmusic)
- We're Gonna Rock (Amazon)